# Fosse infra-épineuse
La fosse infra-épineuse (ou fosse sous-épineuse) est la partie de la face postérieure de la scapula située sous l'épine de la scapula.

## Description
La fosse infra-épineuse est lisse et convexe en dedans.
Elle est limitée en haut par l'épine de la scapula et en dehors par une crête oblique.
Les deux tiers médiaux de la fosse sont l'origine du muscle infra-épineux qui recouvre le tiers latéral restant.